# Vittorio Bo
Vittorio Bo (Buenos Aires, 3 luglio 1953) è un editore italiano.

## Biografia
Nel 1976 ha fondato la casa editrice Il melangolo di Genova.
Dal 1990 al 2001, dopo aver ricoperto numerosi incarichi manageriali per alcuni gruppi industriali italiani, è stato Amministratore Delegato e Direttore generale presso la Giulio Einaudi Editore.
Nello stesso periodo ha ricoperto numerosi incarichi all'interno del gruppo Arnoldo Mondadori Editore .
Nel 2002 ha fondato con Maria Perosino la società Codice. Idee per la Cultura, tramite la quale inizia a occuparsi in modo attivo di ideazione e gestione di progetti culturali in Italia e all'estero. Un anno dopo, nel 2003 fonda a Torino la casa editrice Codice Edizioni, specializzata in editoria scientifica, tecnologica e culturale.
Dopo aver partecipato alla fase di ideazione e progettazione, dal 2003 al 2015 ha diretto a Genova il Festival della Scienza, manifestazione di carattere internazionale dedicata alla divulgazione scientifica e tecnologica.
Nel 2007 ha ricevuto il Premio Divulgazione Scientifica della XIX edizione del Premio Eni Italgas.
Nel 2009, in occasione dei dieci anni dalla morte di Fabrizio De André, cura, insieme a Guido Harari, Vincenzo Mollica e Pepi Morgia, l'evento "Fabrizio De Andrè. La mostra" (Genova, Nuoro).
Nel 2011 ha ricevuto il Premio come Miglior Direttore di Festival per il Festival della Scienza (Genova) al Festival of Festivals di Bologna.